# Einwohnerentwicklung von Frankfurt am Main
Dieser Artikel gibt die Einwohnerentwicklung von Frankfurt am Main tabellarisch und graphisch wieder.

## Einwohnerentwicklung

### Einwohnerstruktur im Mittelalter
Über die Einwohnerentwicklung Frankfurts während des Hochmittelalters ist wenig bekannt, bis ins 13. Jahrhundert hinein wird Frankfurt fast nur in der Reichsgeschichtsschreibung oder in Königsurkunden genannt. 1219 taucht die Bürgergemeinde (honesti homines, cives de Frankenvort) zum ersten Mal als Vertragspartner in einer mit dem Stadtsiegel besiegelten Urkunde auf. Das Siegel trägt bereits die Umschrift Francenvort specialis domus imperii – Frankfurt, besonderer Sitz des Reiches.
Das 1267 angelegte Zinsbuch des Bartholomäusstift verzeichnet mehr als 60 Berufe, darunter Bader, Aderlasser, Barbiere, Fuhrleute, Schiffer, Sackträger, Gold-, Eisen-, Messer- und Pfannenschmiede, Baumeister, Steinmetzen, Schreiner, Schilderer (Maler), Woll- und Leineweber, Färber, Lohgerber, Kürschner, Schneider, Neu- und Flickschuster, Bäcker, Metzger, Fischer, Müller, Weingärter, Weinschröter, Faßbender und Bierbrauer sowie jeweils einen Physicus (Arzt) und Organisten.
In seinen Untersuchungen zur Bevölkerung Frankfurts im 14. und 15. Jahrhundert hat Karl Bücher einen Höchststand von ca. 10.000 Einwohnern im Jahr 1387 errechnet. Davon waren 3.405 Bedepflichtige. Bis 1440 sank die Einwohnerzahl auf unter 9.000, 1499 erreichte sie mit etwa 7.600, darunter 2.583 Steuerpflichtige, ihren Tiefstand. Während des 15. Jahrhunderts wanderten über 5.000 Neubürger, meist aus dem heutigen Rhein-Main-Gebiet, in die Stadt ein. Dies weist darauf hin, dass die Stadtbevölkerung eine äußerst ungünstige demographische Struktur hatte: Das Durchschnittsalter war vergleichsweise hoch, es gab wesentlich mehr Frauen als Männer, und die in unhygienischen Verhältnissen lebenden Menschen wurden immer wieder von Epidemien heimgesucht. Die Wirtschafts- und Sozialstruktur der Bürgerschaft war von Handwerk und Agrarwirtschaft bestimmt, wobei die meisten Bürger im Nebenberuf einen Acker oder Garten bestellten und Vieh hielten, zum Teil mitten in der Stadt. Etwa 18 % der Einwohner waren nicht fest in der Stadt ansässig, sondern gehörten zum Gesinde oder waren Wandergesellen. Etwa ein Zehntel der Einwohner waren Beamte der Stadt oder des Geistlichen Standes, etwa 5 bis 6 % trieben Handel oder Gastwirtschaft, nur wenige Bürger waren Freiberufler oder Rentiers. Die handwerklichen Berufe differenzierten sich während des Spätmittelalters immer weiter, so dass es nach Bücher schließlich 338 Berufe in der Stadt gab, darunter allein 45 Schmiedeberufe. Etwa 240 bis 300 Einwohner gehörten dem geistlichen Stand an, der wegen seiner Steuerprivilegien nicht zum städtischen Vermögen beitrug. Etwa die Hälfte der Steuerpflichtigen besaß kein Vermögen über den damaligen Steuerfreibetrag hinaus – Ein Drittel der Wohnung, ein Pferd, eine Kuh, Hausrat, Kleider, zwei Silberbecher pro Familie sowie einen Jahresvorrat an Brotgetreide, Wein, Brennholz, Viehfutter und Stroh. Nur 13 % besaßen ein Vermögen von mehr als 400 Gulden, darunter 1,7 % mehr als 10.000 Gulden.
Frankfurt zählte im Spätmittelalter zu den mittelgroßen deutschen Städten, etwa vergleichbar mit Basel, Goslar, Mainz, Soest oder Ulm, aber deutlich kleiner als Großstädte wie Augsburg, Braunschweig, Köln, Metz, Nürnberg, Straßburg oder die großen Hansestädte Bremen, Hamburg, Lübeck, Lüneburg oder Rostock.

### Neuzeit
Um 1520 hatte Frankfurt am Main wieder rund 10.000 Einwohner.
Insbesondere durch den Handel im Umfeld der Messen kommt es zu einem Zuzug aus Mitteleuropa und dem europäischen Ausland. Bis 1605 verdoppelte sich die Zahl auf 20.000 und bis 1810 noch einmal auf 40.000.
Mit dem Beginn der Industrialisierung im 19. Jahrhundert beschleunigte sich das Bevölkerungswachstum. Lebten in der Stadt 1837 etwa 54.000 Menschen, so überschritt bereits 1875 die Einwohnerzahl der Stadt Frankfurt am Main die Grenze von 100.000. 1895 hatte die Stadt 230.000 Einwohner, bis 1925 verdoppelte sich diese Zahl auf 467.000. Die Eingemeindung der Stadt Höchst am Main (31.439 Einwohner 1925) und weiterer Gemeinden am 1. April 1928 brachte einen Einwohnerzuwachs von 75.866. Die Bevölkerung der Stadt stieg von 475.000 auf 551.200.
Von den über 30.000 Juden in Frankfurt vor 1933 (der zweitgrößten jüdischen Gemeinde Deutschlands) wurden bis 1945 etwa 12.000 ermordet, so gut wie alle anderen waren deportiert worden, vertrieben oder geflohen. Das jüdische Leben in der Stadt war völlig zerstört. Nach der Befreiung vom Nationalsozialismus durch die Alliierten gab es noch ca. 100 in Frankfurt verbliebene Juden. Deutlich sichtbar sind die Auswirkungen des Zweiten Weltkrieges. Durch zahlreiche Luftangriffe wurden große Teile der Innenstadt zerstört. Am 22. März 1944 vernichtete ein britischer Angriff die gesamte gotische Altstadt Frankfurts, 1.001 Menschen verloren ihr Leben. Insgesamt starben während des Krieges durch Kampfhandlungen mehr als 4.800 Zivilisten und 12.700 Frankfurter Soldaten, die Hälfte der Wohngebäude (90.000) wurden zerstört. Durch Evakuierung, Flucht, Deportationen und Luftangriffe verlor die Stadt 35 % ihrer Bewohner (195.727 Personen). Die Bevölkerungszahl sank von 554.000 im Jahre 1939 auf 358.000 im Dezember 1945. Im Jahre 1951 wurde der Vorkriegsstand wieder erreicht.
1963 erreichte die Bevölkerungszahl mit 691.257 einen Höchststand und sank dann bis 1986 auf 592.411 Personen, vor allem durch Wanderungsbewegungen ins Umland. Danach stieg sie wieder an und lag nach der Deutschen Wiedervereinigung bis etwa 2005 zwischen 640.000 und 650.000 Einwohnern. Der starke Anstieg seitdem auf aktuell 756.021 zum Stichtag 31. Dezember 2024 ist eine Folge der wirtschaftlichen Dynamik der Stadt, der Ausweisung neuer Siedlungs- und Wohngebiete – unter anderem auf ehemaligem Militärgelände der amerikanischen Streitkräfte – sowie der Veränderung der Altersstruktur durch den Zuzug junger Familien.
Die folgende Übersicht zeigt die Einwohnerzahlen von Frankfurt am Main nach dem jeweiligen Gebietsstand. Bis 1810 handelt es sich meist um Schätzungen, danach um Volkszählungsergebnisse (¹) oder amtliche Fortschreibungen der Stadtverwaltung (bis 1970) und des Statistischen Landesamtes (ab 1971). Die Angaben beziehen sich ab 1837 auf die „Zollabrechnungsbevölkerung“, ab 1871 auf die „Ortsanwesende Bevölkerung“, ab 1925 auf die Wohnbevölkerung und seit 1987 auf die „Bevölkerung am Ort der Hauptwohnung“. Vor 1837 wurde die Einwohnerzahl nach uneinheitlichen Erhebungsverfahren ermittelt.

### Von 1387 bis 1900
(jeweiliger Gebietsstand)
| Jahr/Datum         | Einwohner |
| ------------------ | --------- |
| 1387               | 9.600     |
| 1520               | 10.000    |
| 1605               | 20.000    |
| 1700               | 23.000    |
| 1750               | 32.000    |
| 1810               | 40.485    |
| 3. Dezember 1837 ¹ | 54.037    |
| 3. Dezember 1840 ¹ | 56.217    |

| Datum              | Einwohner |
| ------------------ | --------- |
| 3. Dezember 1843 ¹ | 56.348    |
| 3. Dezember 1846 ¹ | 58.519    |
| 3. Dezember 1849 ¹ | 59.366    |
| 3. Dezember 1852 ¹ | 62.561    |
| 3. Dezember 1855 ¹ | 64.316    |
| 3. Dezember 1858 ¹ | 68.049    |
| 3. Dezember 1861 ¹ | 71.564    |
| 3. Dezember 1864 ¹ | 78.221    |

| Datum              | Einwohner |
| ------------------ | --------- |
| 3. Dezember 1867 ¹ | 78.277    |
| 1. Dezember 1871 ¹ | 91.040    |
| 1. Dezember 1875 ¹ | 103.136   |
| 1. Dezember 1880 ¹ | 136.831   |
| 1. Dezember 1885 ¹ | 154.441   |
| 1. Dezember 1890 ¹ | 180.020   |
| 2. Dezember 1895 ¹ | 229.279   |
| 1. Dezember 1900 ¹ | 288.989   |

¹ Volkszählungsergebnis

### Von 1905 bis 1944
(jeweiliger Gebietsstand)
| Datum              | Einwohner |
| ------------------ | --------- |
| 1. Dezember 1905 ¹ | 334.978   |
| 1. Dezember 1910 ¹ | 414.576   |
| 1. Dezember 1916 ¹ | 395.663   |
| 5. Dezember 1917 ¹ | 389.692   |
| 8. Oktober 1919 ¹  | 433.002   |
| 31. Dezember 1919  | 458.400   |
| 31. Dezember 1920  | 466.900   |
| 31. Dezember 1921  | 475.700   |
| 31. Dezember 1922  | 477.700   |
| 31. Dezember 1923  | 471.600   |

| Datum             | Einwohner |
| ----------------- | --------- |
| 31. Dezember 1924 | 472.300   |
| 16. Juni 1925 ¹   | 467.520   |
| 31. Dezember 1925 | 473.500   |
| 31. Dezember 1926 | 472.900   |
| 31. Dezember 1927 | 475.000   |
| 31. Dezember 1928 | 551.200   |
| 31. Dezember 1929 | 547.000   |
| 31. Dezember 1930 | 540.900   |
| 31. Dezember 1931 | 535.900   |
| 31. Dezember 1932 | 534.000   |

| Datum             | Einwohner |
| ----------------- | --------- |
| 16. Juni 1933 ¹   | 555.857   |
| 31. Dezember 1933 | 554.900   |
| 31. Dezember 1934 | 555.367   |
| 31. Dezember 1935 | 555.279   |
| 31. Dezember 1936 | 551.051   |
| 31. Dezember 1937 | 551.420   |
| 31. Dezember 1938 | 557.100   |
| 17. Mai 1939 ¹    | 553.464   |
| 31. Dezember 1940 | 557.900   |

¹ Volkszählungsergebnis
Eine realitätsnähere Einschätzung der Bevölkerungsentwicklung im Zweiten Weltkrieg ergeben die Ergebnisse der Verbrauchergruppenstatistiken, die aus den Daten der Lebensmittelzuteilungen gewonnen wurden und 1953 vom Statistischen Bundesamt veröffentlicht wurden. Nach der Kleinen Verbrauchergruppenstatistik umfasste die versorgte Zivilbevölkerung in Frankfurt Anfang Februar 1943 487.698 Personen (darunter 13.978 Gemeinschaftsverpflegte), Anfang Februar 1944 449.055 (darunter 30.772 Gemeinschaftsverpflegte), Mitte August 1944 nur noch 294.504 (davon 26.215 Gemeinschaftsverpflegte) und im Oktober/November 1944 297.289 Personen (darunter 32.734 Gemeinschaftsverpflegte).

### Von 1945 bis 1970
(jeweiliger Gebietsstand)
| Datum                | Einwohner |
| -------------------- | --------- |
| 31. Dezember 1945    | 357.737   |
| 29. Oktober 1946 ¹   | 424.065   |
| 13. September 1950 ¹ | 532.037   |
| 31. Dezember 1951    | 562.743   |
| 31. Dezember 1952    | 580.463   |
| 31. Dezember 1953    | 600.579   |
| 25. September 1956 ¹ | 623.172   |

| Datum             | Einwohner |
| ----------------- | --------- |
| 31. Dezember 1960 | 670.048   |
| 6. Juni 1961 ¹    | 683.081   |
| 31. Dezember 1961 | 685.682   |
| 31. Dezember 1962 | 688.896   |
| 31. Dezember 1963 | 691.257   |
| 31. Dezember 1964 | 689.724   |
| 31. Dezember 1965 | 689.288   |

| Datum             | Einwohner |
| ----------------- | --------- |
| 31. Dezember 1966 | 683.707   |
| 31. Dezember 1967 | 667.457   |
| 31. Dezember 1968 | 665.405   |
| 31. Dezember 1969 | 665.791   |
| 27. Mai 1970 ¹    | 669.635   |
| 31. Dezember 1970 | 669.751   |

¹ Volkszählungsergebnis
Quelle: Stadtverwaltung Frankfurt am Main

### Ab 1971
(jeweiliger Gebietsstand)
| Datum             | Einwohner |
| ----------------- | --------- |
| 31. Dezember 1971 | 657.776   |
| 31. Dezember 1972 | 666.990   |
| 31. Dezember 1973 | 663.422   |
| 31. Dezember 1974 | 652.037   |
| 31. Dezember 1975 | 636.157   |
| 31. Dezember 1976 | 626.251   |
| 31. Dezember 1977 | 632.565   |
| 31. Dezember 1978 | 631.007   |
| 31. Dezember 1979 | 628.203   |
| 31. Dezember 1980 | 629.375   |
| 31. Dezember 1981 | 625.352   |
| 31. Dezember 1982 | 620.186   |
| 31. Dezember 1983 | 610.244   |
| 31. Dezember 1984 | 599.634   |
| 31. Dezember 1985 | 595.348   |
| 31. Dezember 1986 | 592.411   |
| 25. Mai 1987 ¹    | 618.266   |
| 31. Dezember 1987 | 621.379   |
| 31. Dezember 1988 | 625.258   |

| Datum             | Einwohner |
| ----------------- | --------- |
| 31. Dezember 1989 | 635.151   |
| 31. Dezember 1990 | 644.865   |
| 31. Dezember 1991 | 654.079   |
| 31. Dezember 1992 | 663.952   |
| 31. Dezember 1993 | 659.803   |
| 31. Dezember 1994 | 652.412   |
| 31. Dezember 1995 | 650.055   |
| 31. Dezember 1996 | 647.304   |
| 31. Dezember 1997 | 643.469   |
| 31. Dezember 1998 | 643.857   |
| 31. Dezember 1999 | 643.821   |
| 31. Dezember 2000 | 646.550   |
| 31. Dezember 2001 | 641.076   |
| 31. Dezember 2002 | 643.726   |
| 31. Dezember 2003 | 643.432   |
| 31. Dezember 2004 | 646.889   |
| 31. Dezember 2005 | 651.899   |
| 31. Dezember 2006 | 652.610   |
| 31. Dezember 2007 | 659.021   |

| Datum             | Einwohner |
| ----------------- | --------- |
| 31. Dezember 2008 | 664.838   |
| 31. Dezember 2009 | 671.927   |
| 31. Dezember 2010 | 679.664   |
| 9. Mai 2011¹      | 667.925   |
| 31. Dezember 2011 | 676.533   |
| 31. Dezember 2012 | 687.775   |
| 31. Dezember 2013 | 701.350   |
| 31. Dezember 2014 | 717.624   |
| 31. Dezember 2015 | 732.688   |
| 31. Dezember 2016 | 736.414   |
| 31. Dezember 2017 | 746.878   |
| 31. Dezember 2018 | 753.056   |
| 31. Dezember 2019 | 761.561   |
| 31. Dezember 2020 | 764.104   |
| 31. Dezember 2021 | 759.224   |
| 15. Mai 2022¹     | 743.318   |
| 31. Dezember 2022 | 747.389   |
| 31. Dezember 2023 | 749.596   |
| 31. Dezember 2024 | 756.021   |

¹ Volkszählungsergebnis.
Quelle: Hessisches Statistisches Landesamt
Anmerkung: Am 9. Mai 2011, dem Stichtag des Zensus 2011, lag die amtliche Einwohnerzahl um etwa 19.000 (2,7 %) unter der von der Stadt aufgrund der bisherigen Fortschreibung der Melderegister ermittelten Einwohnerzahl zum 30. April 2011. Nach dieser Fortschreibung, die auch Personen mit Nebenwohnsitz berücksichtigte und mit den Zensusergebnissen nicht mehr vergleichbar ist, lag die Einwohnerzahl am 31. Dezember 2011 bei 698.035. Der bisherige Höchststand von 1963 war damit übertroffen. Zum 30. Juni 2012 hatte Frankfurt nach der Fortschreibung erstmals in der Geschichte über 700.000 Einwohner, am 18. Februar 2019 erstmals über 750.000.
Am 25. Juni 2024 wurden die Ergebnisse des Zensus 2022 veröffentlicht. Zum Stichtag 15. Mai 2022 lag die amtliche Einwohnerzahl um etwa 10.000 unter der in den städtischen Melderegistern geführten Bevölkerungszahl.

## Bevölkerungsprognose

Einwohnerentwicklung von Frankfurt von 1990 bis 2018 im Vergleich zu den vier unten dargestellten Prognosen.
grün: zwei Koordinierte Bevölkerungsvorausberechnungen
magenta: Prognosen der Stadtverwaltung
rot: Prognose der Postbank
orange: Prognose der Bertelsmann-Stiftung

In der nebenstehenden Grafik sind die folgenden Prognosen als Übersicht zusammengefasst.

### Koordinierte Bevölkerungsvorausberechnung
| 2010    | 2015    | 2020    | 2030    |
| ------- | ------- | ------- | ------- |
| 666.920 | 679.185 | 689.767 | 695.738 |

| 2014    | 2020    | 2025    | 2030    |
| ------- | ------- | ------- | ------- |
| 717.624 | 787.615 | 815.485 | 841.228 |

Im Rahmen der 12. Koordinierten Bevölkerungsvorausberechnung des Statistischen Bundesamtes hatte das statistische Landesamt im August 2010 regionalisierte Prognosedaten für alle hessischen Kreise und kreisfreien Städte veröffentlicht. Die Prognose wurde 2016 auf Grundlage des Bevölkerungsstandes vom 31. Dezember 2014 aktualisiert.
Darin wird folgende Bevölkerungsentwicklung für Frankfurt prognostiziert, jeweils zum 31. Dezember des Jahres:
Frankfurt am Main hat mit 17,2 % im betrachteten Zeitraum das größte erwartete Wachstum unter allen hessischen Gemeinden, davon entfallen 5,5 Prozentpunkte auf den Geburtenüberschuss und 11,7 auf den Wanderungssaldo. Das Durchschnittsalter der Frankfurter Bevölkerung soll bis 2030 auf 42,1 Jahre steigen, das ist nach Darmstadt und Offenbach der niedrigste Wert.

### Prognosen der Stadtverwaltung
| 2025    | 2030    | 2035    | 2045    |
| ------- | ------- | ------- | ------- |
| 789.296 | 809.898 | 827.506 | 843.179 |

Die im Dezember 2010 veröffentlichte Frankfurter Bevölkerungsvorausberechnung bis 2030 des Bürgeramtes Statistik und Wahlen basierte auf den Daten vom 31. Dezember 2009. Danach sollte die Frankfurter Bevölkerung bis 2020 auf etwa 725.000 Einwohner ansteigen und danach bis 2030 leicht auf etwa 723.000 sinken. Diese Prognose blieb deutlich hinter der tatsächlichen Einwohnerentwicklung zurück.
Nach der im Juni 2015 veröffentlichten Regionalisierten Bevölkerungsvorausberechnung bis 2040 sollte die Einwohnerzahl in den nächsten Jahrzehnten weitaus stärker steigen als nach früheren Prognosen. Ursache war das starke Bevölkerungswachstum seit etwa 2005, in Verbindung mit der Entwicklung des Wohnungsbaus. Es wurde erwartet, dass bis 2030 neue Wohnungen für etwa 70.000 Einwohner entstehen. Wegen des starken Zuzugs verhältnismäßig junger Menschen sollte das Durchschnittsalter bis 2040 nur leicht von 41,09 auf 41,86 Jahre steigen.
Die Bevölkerungsprognose bis 2040 enthielt erstmals auch Daten für die einzelnen Stadtteile. Das stärkste absolute Bevölkerungswachstum wurde in Bornheim (+ 7.800) und Bockenheim (+6.900) erwartet, die höchsten Wachstumsraten in Sindlingen (50 %), Preungesheim (31 %), Frankfurter Berg, Bonames und Bornheim (jeweils 26 bis 28 %). In keinem Stadtteil wurde ein Bevölkerungsrückgang erwartet, die geringste Wachstumsrate von 7 % ergab sich für Sachsenhausen-Nord.
Im Mai 2023 veröffentlichte das Bürgeramt Statistik und Wahlen eine aktualisierte Bevölkerungsvorausberechnung bis 2045. Demnach wird voraussichtlich 2028 eine Einwohnerzahl von 800.000 überschritten. 2035 sollen nach dieser Prognose 827.000 Menschen in Frankfurt leben, 2045 bereits 843.000.

### Prognose der Postbank
| 2015    | 2020    | 2025    | 2030    | 2035    |
| ------- | ------- | ------- | ------- | ------- |
| 708.600 | 713.800 | 705.100 | 686.400 | 664.500 |

Im März 2016 veröffentlichte die Deutsche Postbank AG eine unter Leitung von Michael Bräuninger, Professor an der Helmut-Schmidt-Universität, durchgeführte Studie unter dem Titel Wohnatlas 2016 – Leben in der Stadt, in der für 36 deutsche Großstädte auch eine Bevölkerungsprognose für das Jahr 2030 durchgeführt wird. Sie berücksichtigt auch explizit den Zuzug im Rahmen der Flüchtlingskrise in Deutschland ab 2015. Für Frankfurt am Main wurde darin von 2015 bis 2030 trotz Flüchtlingszuzug ein Bevölkerungsrückgang von 2,05 % vorhergesagt. Die Studie basierte nicht auf der aktuellen Einwohnerentwicklung und den Prognosen der Stadt oder des hessischen statistischen Landesamtes, sondern auf der 2015 erschienenen Raumordnungsprognose 2035 des Bundesinstituts für Bau-, Stadt- und Raumforschung. Sie diente hauptsächlich dem Zweck, die Entwicklung der Immobilienpreise in den deutschen Großstädten vorherzusagen und berücksichtigte den Prognosezeitraum 2012 bis 2035. Für Frankfurt am Main wurde darin eine von der tatsächlichen Entwicklung völlig abweichende Bevölkerungsentwicklung für den Zeitraum von 2015 bis 2035 unterstellt.

### Prognose der Bertelsmann-Stiftung
| 2012    | 2020    | 2025    | 2030    |
| ------- | ------- | ------- | ------- |
| 687.560 | 752.550 | 773.630 | 784.920 |

In ihrem 2015 publizierten „Wegweiser Demographischer Wandel 2030“, in dem die Bertelsmann-Stiftung Daten zur Entwicklung der Einwohnerzahl von 2.959 Kommunen in Deutschland liefert, wird für Frankfurt ein Anstieg der Bevölkerung zwischen 2012 und 2030 um 14,2 % (97.360 Personen) vorausgesagt.

## Bevölkerungsstruktur
Seit dem Mikrozensus 2005 gibt es statistische Auswertungen über die Geburtsorte der Frankfurter Bevölkerung. Damals waren 35 % der Frankfurter Bürger auch in Frankfurt geboren, der Rest zugezogen. Unter den 221.000 gebürtigen Frankfurtern waren 88,2 % Deutsche, davon 11 % mit Hinweis auf einen Migrationshintergrund; 11,8 % hatten eine ausländische Staatsbürgerschaft. Insgesamt hatten am 31. Dezember 2008 242.650 von 641.153 mit Hauptwohnsitz in Frankfurt gemeldeten Einwohnern einen Migrationshintergrund, das entspricht einem Bevölkerungsanteil von 37,9 %. Gemäß Zensus 2011 haben 44,2 % der Bewohner Frankfurts einen Migrationshintergrund, was der höchste Wert unter den deutschen Städten mit mehr als 300.000 Einwohnern ist; unter den übrigen Großstädten ist dieser Wert lediglich in Pforzheim und Offenbach höher. 2016 erreichte der Anteil der Bewohner mit Migrationshintergrund 50 %, bei Kindern unter sechs Jahren betrug er bereits 2015 68 %.
| Nr. | Stadtteil               | Fläche in km² | Einwohner                            | Weiblich                             | Männlich                             | Deutsche                             | Ausländer                            | Ausländer in Prozent                 | Einwohner je km²                     |
| --- | ----------------------- | ------------- | ------------------------------------ | ------------------------------------ | ------------------------------------ | ------------------------------------ | ------------------------------------ | ------------------------------------ | ------------------------------------ |
| 1   | Altstadt                | 0,506         | 4288                                 | 2065                                 | 2223                                 | 2706                                 | 1582                                 | 36,9                                 | 8474                                 |
| 2   | Innenstadt              | 1,491         | 6897                                 | 3295                                 | 3602                                 | 3551                                 | 3346                                 | 48,5                                 | 4626                                 |
| 3   | Bahnhofsviertel         | 0,542         | 3984                                 | 1555                                 | 2429                                 | 2010                                 | 1974                                 | 49,5                                 | 7351                                 |
| 4   | Westend-Süd             | 2,497         | 20.092                               | 10.075                               | 10.017                               | 14.491                               | 5601                                 | 27,9                                 | 8046                                 |
| 5   | Westend-Nord            | 1,632         | 10.268                               | 5225                                 | 5043                                 | 7378                                 | 2890                                 | 28,1                                 | 6292                                 |
| 6   | Nordend-West            | 3,100         | 32.393                               | 16.455                               | 15.938                               | 25.256                               | 7137                                 | 22                                   | 10449                                |
| 7   | Nordend-Ost             | 1,532         | 23.224                               | 11.946                               | 11.278                               | 18.018                               | 5206                                 | 22,4                                 | 15159                                |
| 8   | Ostend                  | 5,564         | 31.871                               | 16.267                               | 15.604                               | 22.244                               | 9627                                 | 30,2                                 | 5728                                 |
| 9   | Bornheim                | 2,786         | 30.919                               | 16.279                               | 14.640                               | 23.182                               | 7737                                 | 25                                   | 11098                                |
| 10  | Gutleutviertel          | 1,792         | 6881                                 | 2976                                 | 3905                                 | 3841                                 | 3040                                 | 44,2                                 | 3840                                 |
| 11  | Gallus                  | 4,517         | 45.609                               | 21.732                               | 23.877                               | 25.954                               | 19.655                               | 43,1                                 | 10097                                |
| 12  | Bockenheim              | 8,031         | 45.491                               | 22.873                               | 22.618                               | 29.035                               | 16.456                               | 36,2                                 | 5664                                 |
| 13  | Sachsenhausen-Nord      | 4,235         | 32.941                               | 16.870                               | 16.071                               | 24.698                               | 8243                                 | 25                                   | 7778                                 |
| 14  | Sachsenhausen-Süd       | 30,535        | 30.367                               | 15.546                               | 14.821                               | 22.548                               | 7819                                 | 25,7                                 | 994                                  |
| 15  | Flughafen               | 24,176        | Daten in Sachsenhausen-Süd enthalten | Daten in Sachsenhausen-Süd enthalten | Daten in Sachsenhausen-Süd enthalten | Daten in Sachsenhausen-Süd enthalten | Daten in Sachsenhausen-Süd enthalten | Daten in Sachsenhausen-Süd enthalten | Daten in Sachsenhausen-Süd enthalten |
| 17  | Niederrad               | 6,124         | 31.163                               | 15.422                               | 15.741                               | 18.898                               | 12.265                               | 39,4                                 | 5089                                 |
| 18  | Schwanheim              | 14,773        | 20.720                               | 10.602                               | 10.118                               | 15.194                               | 5526                                 | 26,7                                 | 1403                                 |
| 19  | Griesheim               | 5,100         | 32.303                               | 11.088                               | 21.215                               | 22.205                               | 10.098                               | 31,3                                 | 6334                                 |
| 20  | Rödelheim               | 4,660         | 19.899                               | 9940                                 | 9959                                 | 12.569                               | 7330                                 | 36,8                                 | 4270                                 |
| 21  | Hausen                  | 1,246         | 7338                                 | 3713                                 | 3625                                 | 4616                                 | 2722                                 | 37,1                                 | 5889                                 |
| 22  | Praunheim               | 5,153         | 16.700                               | 8565                                 | 8135                                 | 11.677                               | 5023                                 | 30,1                                 | 3241                                 |
| 24  | Heddernheim             | 2,514         | 17.459                               | 9123                                 | 8336                                 | 12.550                               | 4909                                 | 28,1                                 | 6945                                 |
| 25  | Niederursel             | 7,422         | 17.746                               | 9115                                 | 8631                                 | 11.917                               | 5829                                 | 32,8                                 | 2391                                 |
| 26  | Ginnheim                | 2,695         | 17.527                               | 9113                                 | 8414                                 | 12.606                               | 4921                                 | 28,1                                 | 6504                                 |
| 27  | Dornbusch               | 2,384         | 18.732                               | 9826                                 | 8906                                 | 14.448                               | 4284                                 | 22,9                                 | 7857                                 |
| 28  | Eschersheim             | 3,232         | 15.559                               | 7993                                 | 7566                                 | 11.761                               | 3798                                 | 24,4                                 | 4814                                 |
| 29  | Eckenheim               | 2,254         | 14.206                               | 7304                                 | 6902                                 | 9675                                 | 4531                                 | 31,9                                 | 6303                                 |
| 30  | Preungesheim            | 3,680         | 15.770                               | 8014                                 | 7756                                 | 11.187                               | 4583                                 | 29,1                                 | 4285                                 |
| 31  | Bonames                 | 1,372         | 6365                                 | 3253                                 | 3112                                 | 4454                                 | 1911                                 | 30                                   | 4639                                 |
| 32  | Berkersheim             | 3,185         | 3888                                 | 1924                                 | 1964                                 | 2904                                 | 984                                  | 25,3                                 | 1221                                 |
| 33  | Riederwald              | 1,074         | 4917                                 | 2489                                 | 2428                                 | 3454                                 | 1463                                 | 29,8                                 | 4578                                 |
| 34  | Seckbach                | 7,999         | 10.471                               | 5322                                 | 5149                                 | 7294                                 | 3177                                 | 30,3                                 | 1309                                 |
| 35  | Fechenheim              | 6,984         | 17.143                               | 8267                                 | 8876                                 | 9516                                 | 7627                                 | 44,5                                 | 2455                                 |
| 36  | Höchst                  | 4,597         | 16.007                               | 7802                                 | 8205                                 | 8970                                 | 7037                                 | 44                                   | 3482                                 |
| 37  | Nied                    | 3,708         | 20.127                               | 9918                                 | 10.209                               | 12.118                               | 8009                                 | 39,8                                 | 5428                                 |
| 38  | Sindlingen              | 3,968         | 8840                                 | 4417                                 | 4423                                 | 5829                                 | 3011                                 | 34,1                                 | 2228                                 |
| 39  | Zeilsheim               | 5,467         | 12.857                               | 6346                                 | 6511                                 | 8476                                 | 4381                                 | 34,1                                 | 2352                                 |
| 40  | Unterliederbach         | 6,021         | 17.389                               | 8645                                 | 8744                                 | 11.372                               | 6017                                 | 34,6                                 | 2888                                 |
| 41  | Sossenheim              | 5,919         | 16.515                               | 8296                                 | 8219                                 | 9874                                 | 6641                                 | 40,2                                 | 2790                                 |
| 42  | Nieder-Erlenbach        | 8,367         | 4862                                 | 2491                                 | 2371                                 | 4179                                 | 683                                  | 14                                   | 581                                  |
| 43  | Kalbach-Riedberg        | 6,580         | 23.652                               | 12.027                               | 11.625                               | 17.793                               | 5859                                 | 24,8                                 | 3595                                 |
| 44  | Harheim                 | 4,837         | 5302                                 | 2673                                 | 2629                                 | 4380                                 | 922                                  | 17,4                                 | 1096                                 |
| 45  | Nieder-Eschbach         | 6,348         | 12.280                               | 6293                                 | 5987                                 | 8869                                 | 3411                                 | 27,8                                 | 1934                                 |
| 46  | Bergen-Enkheim          | 12,601        | 18.281                               | 9357                                 | 8924                                 | 14.379                               | 3902                                 | 21,3                                 | 1451                                 |
| 47  | Frankfurter Berg        | 2,400         | 8302                                 | 4163                                 | 4139                                 | 5852                                 | 2450                                 | 29,5                                 | 3459                                 |
|     | Stadt Frankfurt am Main | 248,31        | 782.416                              | 393.584                              | 388.832                              | 533.803                              | 248.613                              | 31,8                                 | 3151                                 |

## Ausländische Bevölkerung
Die Tabelle zeigt die größten Gruppen der melderechtlich mit Hauptwohnsitz in Frankfurt am Main registrierten Ausländer zum 31. Dezember 2018.
| Rang | Staat                   | Bevölkerung (31. Dezember 2018) |
| ---- | ----------------------- | ------------------------------- |
| 1.   | Türkei                  | 25.395                          |
| 2.   | Kroatien                | 16.286                          |
| 3.   | Italien                 | 15.242                          |
| 4.   | Polen                   | 12.496                          |
| 5.   | Rumänien                | 10.779                          |
| 6.   | Serbien                 | 9.214                           |
| 7.   | Bulgarien               | 8.678                           |
| 8.   | Spanien                 | 7.282                           |
| 9.   | Indien                  | 6.908                           |
| 10.  | Griechenland            | 6.510                           |
| 11.  | Bosnien und Herzegowina | 6.079                           |
| 12.  | Marokko                 | 6.074                           |
| 13.  | Afghanistan             | 4.911                           |
| 14.  | Volksrepublik China     | 4.646                           |
| 15.  | Frankreich              | 4.605                           |
| 16.  | Portugal                | 4.003                           |
| 17.  | Russland                | 3.376                           |
| 18.  | Japan                   | 3.353                           |
| 19.  | Eritrea                 | 3.157                           |
| 20.  | Vereinigte Staaten      | 3.147                           |
|      | andere                  | 60.480                          |
|      | insgesamt               | 222.621                         |

## Altersstruktur

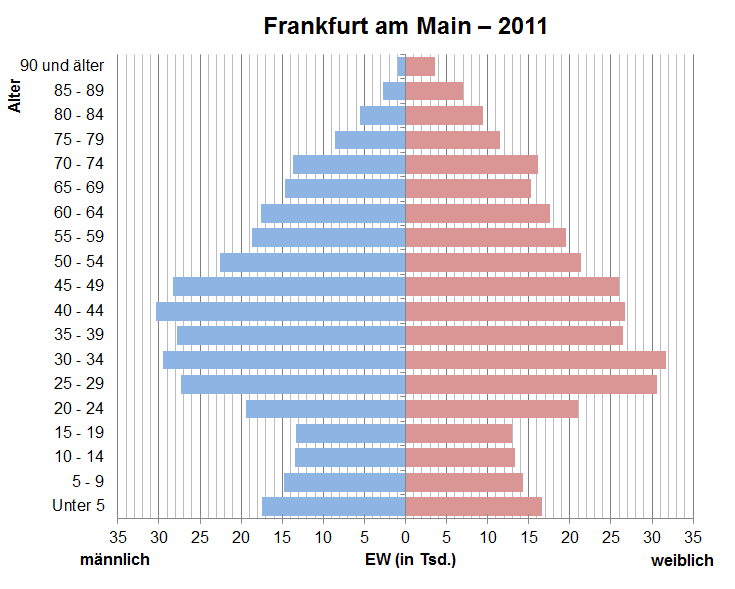
Bevölkerungspyramide für Frankfurt am Main (Datenquelle: Zensus 2011.)

Die folgende Übersicht zeigt die Altersstruktur der Frankfurter Einwohner vom 31. Dezember 2013:
| Alter von/bis | Einwohnerzahl | Anteil in Prozent |
| ------------- | ------------- | ----------------- |
| 0–5           | 42.800        | 6,1               |
| 6–14          | 52.622        | 7,5               |
| 15–64         | 493.887       | 70,4              |
| über 65       | 112.041       | 16,0              |
| Gesamt        | 701.350       | 100,0             |

Bis 2003 lag das Durchschnittsalter der Frankfurter Bevölkerung immer über dem Bundesdurchschnitt, seitdem liegt es darunter. Von 1995 bis 2005 stieg das Durchschnittsalter in Frankfurt von 41,2 auf 41,9 Jahre, seitdem sank es bis 2017 kontinuierlich auf 40,6 Jahre. Frankfurt hat das niedrigste Durchschnittsalter aller hessischen Gemeinden. Durch den anhaltenden Zuzug vorwiegend junger Menschen sinkt das Durchschnittsalter Frankfurts nach einer Studie des Instituts der deutschen Wirtschaft (IW) deutschlandweit am schnellsten.  Der Altersdurchschnitt in Hessen lag 2017 bei 43,7 Jahren, bundesweit bei 44,2 Jahren.
Entsprechend der Bevölkerungsstruktur hat Frankfurt auch eine überdurchschnittlich hohe Zahl an Geburten. 2017 wurden 9.003 Kinder lebend geboren, das war der höchste Stand seit 1967. Seit dem Tiefstand von 1984 (4.995 Geburten) steigt die Geburtenzahl stetig an. 2017 lag die Frankfurter Fruchtbarkeitsziffer bei 55,2 lebend Geborenen pro Jahr auf 1.000 Frauen im Alter zwischen 15 und 45 Jahren.
Frankfurt am Main gehört zu den wenigen hessischen Kommunen, die seit Jahren sowohl einen Geburtenüberschuss als auch einen positiven Wanderungssaldo aufweisen.